# Aérodrome de Loudun
L’aérodrome de Loudun (code OACI : LFDL) est un aérodrome ouvert à la circulation aérienne publique (CAP), situé à 3 km au nord-nord-est de Loudun dans la Vienne (région Nouvelle-Aquitaine, France).
Il est utilisé pour la pratique d’activités de loisirs et de tourisme (aviation légère).

## Installations
L’aérodrome dispose d’une piste en herbe orientée est-ouest (08/26), longue de 790 mètres et large de 60.
L’aérodrome n’est pas contrôlé. Les communications s’effectuent en auto-information sur la fréquence de 123,500 MHz.
L’avitaillement en carburant (100LL) et en lubrifiant y est possible.

## Activités
- Aéro-club de Loudun